# 大倫敦議會
大倫敦議會（英語：Greater London Council，缩写为GLC）是1965年—1986年大倫敦的最高級別地方行政機構，取代倫敦郡議會。1985年地方政府法成立之後，大倫敦議會解散，其權限被移交至倫敦各區，直至2000年大倫敦政府成立。

## 備註
1. ↑  在大倫敦政府成立之前，大倫敦議會的職責由倫敦的不同區域性機構繼承，包括 –
  - 內倫敦教育局
  - 倫敦自治市鎮撥款委員會
  - 倫敦消防及民防局
  - 倫敦規劃諮詢委員會
  - 倫敦區域運輸局
  - 倫敦研究中心